# Актеон
Актеон (грец. Ακταίωνας) — міфічний мисливець, син Арістея й дочки Кадма Автоної; мисливства навчився в Хірона. Одного разу Актеон побачив Артеміду, що купалася з німфами. Розгнівана богиня обернула Актеона на оленя (варіант: Зевс перетворив мисливця на оленя за те, що Актеон сватався до Семели) і його розірвали власні пси. За Евріпідом, гнів Артеміди викликало те, що Актеон хвалився, ніби він кращий мисливець, ніж сама богиня.
Мотиви цього міфу відбито в античній пластиці, вазописі, в помпейських фресках, у пізнішому європейському живописі та скульптурі (Тіціан, Рембрандт, Тьєполо, А. Філарете, І. Прокоф'єв та інші).

## Галерея

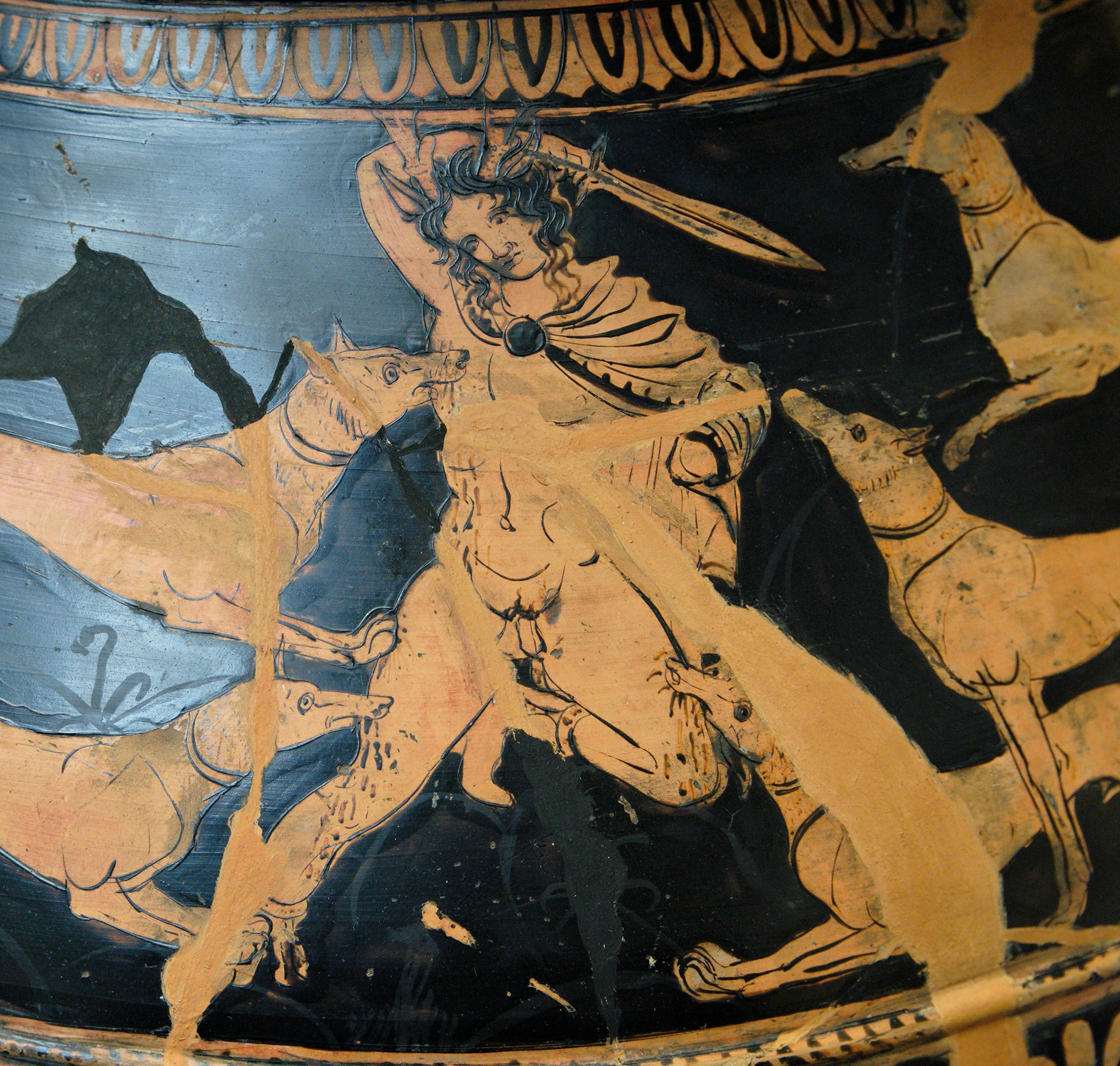
Вазописець Долона "Смерть Актеона"
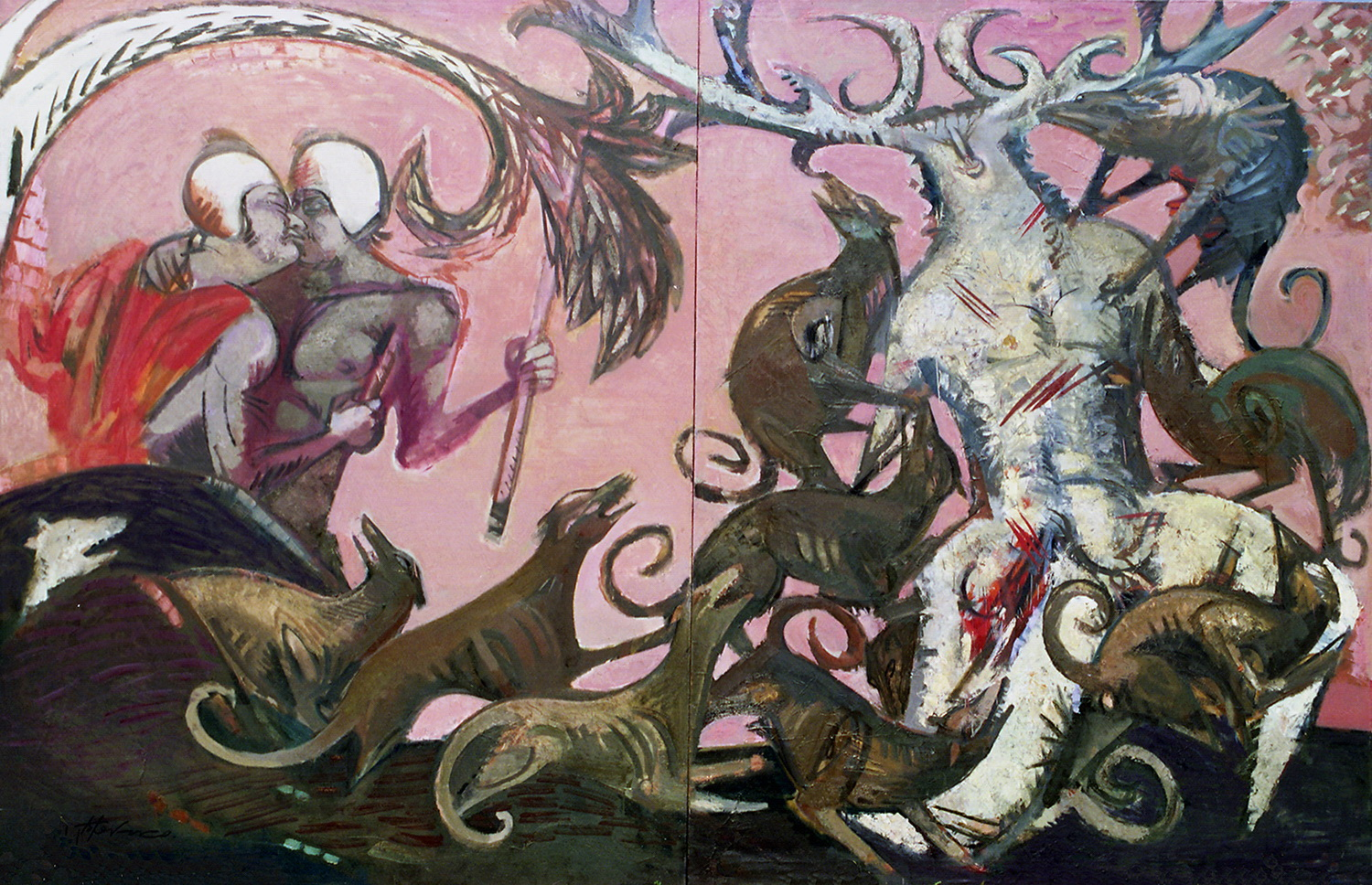
Василь Рябченко "Смерть Актеона" (1988)
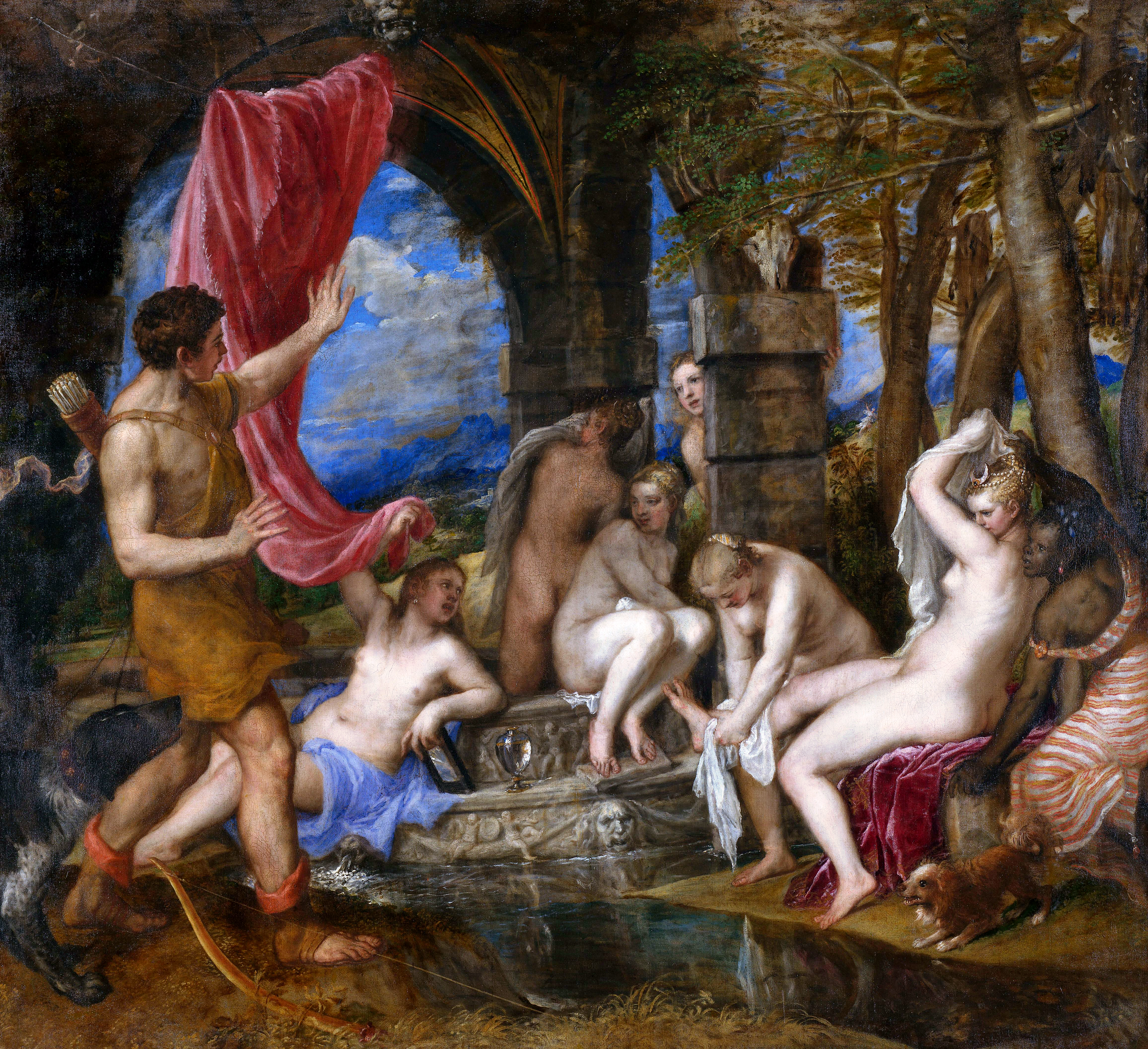
Тіціан "Артеміда та Актеон" (1556 - 1559)
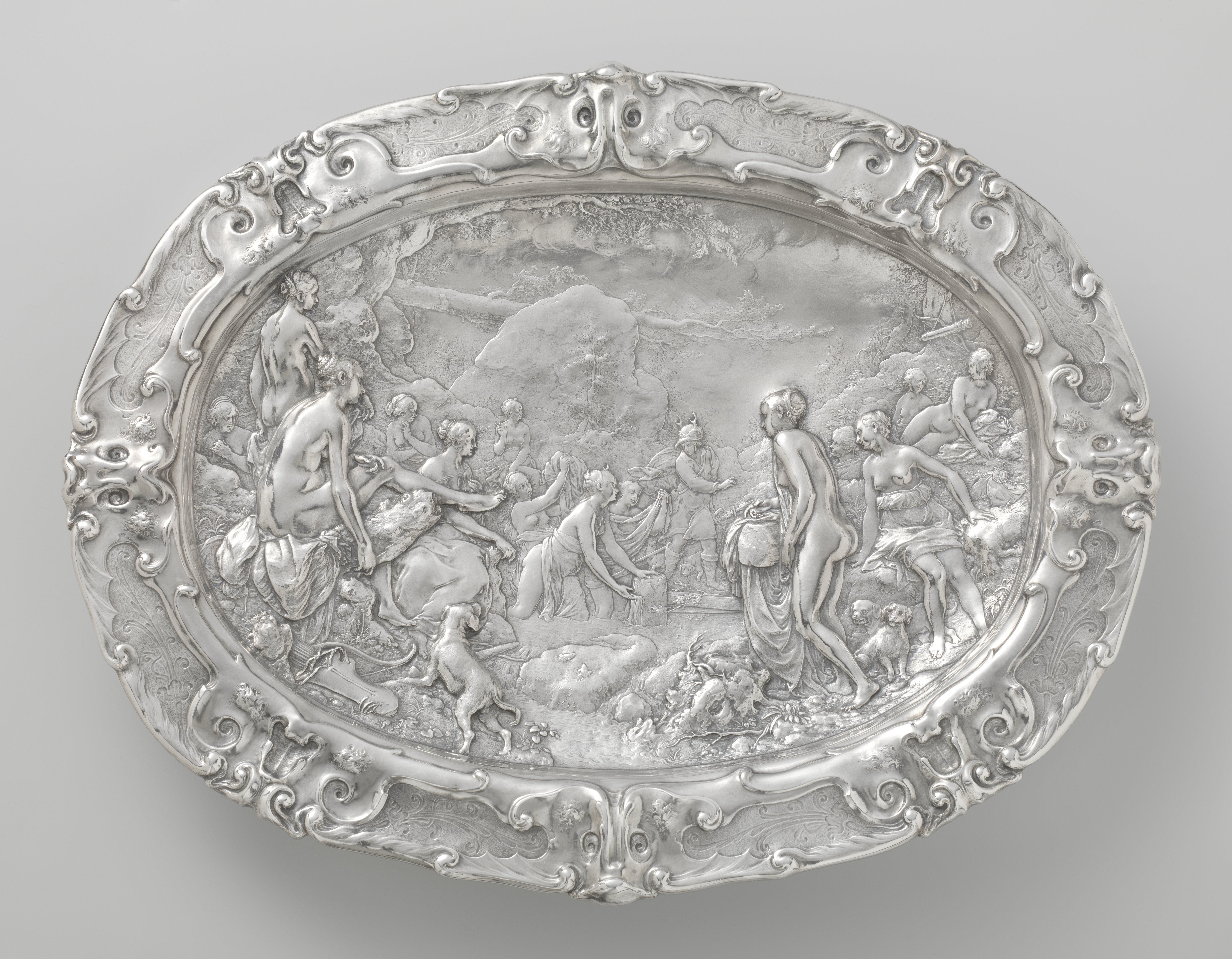
Чаша зі сценами з історії про Діану та Актеона